# عالمیان
عالمیان یک نام خانوادگی است. افراد سرشناس با این نام از این قرارند:
- مصطفی عالمیان، مدیر فیلم‌برداری اهل ایران
- نوشاد عالمیان، بازیکن تنیس روی میز اهل ایران
- نیما عالمیان، بازیکن تنیس روی میز اهل ایران